# ریچارد سنت
 ریچارد سنت (انگلیسی: Richard Sennett؛ زادهٔ ۱ ژانویهٔ ۱۹۴۳) یک دانشمند اهل ایالات متحده آمریکا است.